# Крозиђа (Вербано-Кузио-Осола)
Крозиђа је насеље у Италији у округу Вербано-Кузио-Осола, региону Пијемонт.
Према процени из 2011. у насељу је живело 32 становника. Насеље се налази на надморској висини од 406 м.